# Marale (kommun)
Marale är en kommun i Honduras.   Den ligger i departementet Departamento de Francisco Morazán, i den centrala delen av landet, 90 km norr om huvudstaden Tegucigalpa. Antalet invånare är 6 956. Arean är 476 kvadratkilometer.
Terrängen i Marale är bergig åt nordväst, men åt sydost är den kuperad.